# Afsnit af 29
29, 30, 31, 32 og 33 er en dansk komedie- og webserie fra 2018, som er skabt og instrueret af Julie Rudbæk og Jesper Zuschlag. Serien havde premiere på Yousee den 3. maj 2018 og løb frem til 1. januar 2021 med i alt 43 afsnit á ca 15 min. varighed fordelt på 5 sæsoner. Hver sæson havde en ny titel, der skulle afspejle karakternes alder i serien, således at første sæson hed 29, anden sæson hed 30, tredje sæson hed 31 etc. frem til den afsluttende sæson, der hed 33.

## Serieoversigt
| Sæsoner | Sæsoner | Episoder |                    |
| Sæsoner | Sæsoner | Episoder | Tilgængeligt fra   |
| ------- | ------- | -------- | ------------------ |
|         | 1       | 8        | 3. maj 2018        |
|         | 2       | 8        | 17. september 2018 |
|         | 3       | 8        | 25. marts 2019     |
|         | 4       | 10       | 1. januar 2020     |
|         | 5       | 8        | 12. januar 2021    |

## Afsnitsoversigt

### 29- Sæson 1 (2018)
| Nr. i serie | Nr. i sæson | Titel                                  | Tilgængeligt fra |
| --- | ----------- | -------------------------------------- | ---------------- |
| 1 | 1           | "Gamle venner"                         | 3. maj 2018      |
| Julie (Julie Rudbæk) og Jesper (Jesper Zuschlag), der er gamle gymnasievenner, løber tilfældigvis ind i hinanden til en fest hos Julies unge genbo. De har ikke set hinanden i flere år og de bruger aftenen på at fortælle hinanden om, hvordan det går i deres liv. Julie og Jesper er begge lige kommet ud af hver deres romantiske forhold, men mens Jesper er i stor hjertesorg, er Julie lettet og positiv over sin nyfundne frihed. Begge føler sig dog mere eller mindre ensomme, da alle deres andre venner har børn eller er gravide. Julie og Jesper beslutter sig for at tage videre sammen i byen. |             |                                        |                  |
| 2 | 2           | "Hvordan kommer man videre?"           | 4. maj 2018      |
| Julie og Jesper går en tur sammen, hvor de fortæller om deres uge. Under en tur til den lokale pølsevogn støder Jesper ind i sin ekskæreste, Katrine (Katrine Køhler), som aftaler at komme forbi deres lejlighed senere, mens Julie, under en gåtur med sin veninde Marie (Anna Berentina), bliver udfordret til at invitere en tilfældig lækker fyr ud på kaffe. Kaffedaten blev ikke en succes, mens Jesper kommer til at tigge Katrine om at tage ham tilbage, da hun kommer for at hente sine sidste ting i lejligheden, men hun afviser. Under Jesper og Julies gåtur, kommer Julies ekskæreste, Thomas (Kasper Hjort), pludselig gående og Julie skynder sig at gemme sig i en butik, mens Jesper snakker med ham og sender ham i modsat retning.                                                                                  |             |                                        |                  |
| 3 | 3           | "Hvorfor er græsset altid grønnere?"   | 4. maj 2018      |
| Under deres vanlige gåtur, fortæller Julie, at hun har en ting for mænd, der er gifte og har børn. På hendes arbejde bliver hun opdaget i at kigge hendes attraktive og gifte chefs Facebook-profilbilleder igennem af chefen selv. Jesper fortæller at han stødte ind i en gammel gymnasieklasse kammerat, Lise (Pernille René), som var dybt forelsket i ham dengang, men han afslog hende altid. Han spørger af høflighed om de skal drikke kaffe, men til hans store overraskelse afviser hun ham og siger nej tak. Julies veninde, Laura (Amalie Lindegård), bliver fornærmet, da hun tror at Julie vil være sammen med hendes kæreste, Tobias (Jesper Ole Feit Andersen), på grund af hendes tendens i mænd. Jesper bliver presset af sin ven, Martin (Alexander Clement), til at spørge en fremmed pige på date, men han tør ikke. |             |                                        |                  |
| 4 | 4           | "Er du 100% hetero?"                   | 4. maj 2018      |
| Under en øl på en bar, spørger Jesper om Julie nogensinde har tænkt at Jesper var homoseksuel. Han undrer sig efter en akavet episode efter et brusebad i badmintonklubben med sine venner. Julie fortæller at hun har været sammen med en del piger og havde et meget afslappet og kort forhold til Ida (Ida Leschly Blegvad), en fælles veninde. Julie påstår at hun har en gaydar og udpeger en tilfældig kvinde i baren til at være biseksuel. Jesper og Julie spørger kvinden, hvem hun vil helst ville være sammen med, men kvinden afviser dem begge hårdt. |             |                                        |                  |
| 5 | 5           | "Lever du drømmen?"                    | 4. maj 2018      |
| Jesper mangler retning i sit liv, da han keder sig på sit dansk studie og ikke kan lide sin studiegruppe, hvor han er den ældste blandt unge i starten af 20’erne. Julie føler sig forbigået på sig arbejde hos Finanstilsynet fordi hun er kvinde og nok ikke står i udsigt til at få en opslået stilling. Jesper får ingen hjælp fra sin studievejleder, mens Julie forsøger at stable en fredagsbar på sit arbejde på benene, men uden held. |             |                                        |                  |
| 6 | 6           | "Ser jeg gammel ud?"                   | 4. maj 2018      |
| Julie og Jesper er taget i fitness, hvor de snakker om at ældes. Julie har brugt flere tusinde kroner på anti-age produkter til ansigtet, mens Jespers mor mener at han har taget på i ansigtet og frygter at han aldrig vil finde en pige på sin egen alder efter han 'mistede' Katrine. Julie er meget selvbevidst om sin krop under en løbetur med sin gravide veninde, Marie, mens Jesper fortæller at han opdagede sin dårlige form, da han havde sex med Lise for nylig. |             |                                        |                  |
| 7 | 7           | "Hvorfor kan du ikke rumme min lykke?" | 4. maj 2018      |
| Jesper og Julie forbereder festen til deres fælles 30 års fødselsdag. Julie fortæller at hun under en gåtur med Amalie, fandt hendes ekskæreste, Thomas, på date med en kvinde. Hun sniger sig hen bag en bil for at lure på dem, men bilen kører pludselig væk og afslører hende til stor akavethed. Om aftenen føler hun sig meget ensom og kigger Thomas’ billeder igennem og stalker hans date. Jesper har mødt en sød pige fra sit studie, Simone (Emma Sehested Høeg), som kun er 22 år, som han er glad for. For ikke at gøre hende mere jaloux over at hans bedste ven er en pige, Julie, inviterer han Simone med til deres fødselsdag, hvilket Julie bliver fornærmet over. |             |                                        |                  |
| 8 | 8           | "30"                                   | 4. maj 2018      |
| Jesper og Julie mødes efter deres fælles fødselsdagsfest til en gåtur, som starter ud med meget anspændt stemning. Under festen må Julie kæmpe for at holde Simone ude af billedet, da hun føler at Jesper kun taler med hende, mens Jesper forsøger at overbevise Simone om at Julie ikke er forelsket i ham. I løbet af aftenen kommer Julie til at snakke med Jespers ven, Martin, og de ender med at kysse, men Julie siger ingenting til Jesper om det. Julie og Jesper kommer til sidst under festen op at skændes, da Julie føler sig provokeret og overset grundet Jespers lykke over Simone, mens Jesper er ked af at Julie ikke kan være glad på hans vegne. Jesper og Julie forsones under gåturen og lover at sige til, hvis den ene pludselig får følelser for den anden.                                                    |             |                                        |                  |

### 30- Sæson 2 (2018)
| Nr. i serie | Nr. i sæson | Titel                                  | Tilgængeligt fra   |
| --- | ----------- | -------------------------------------- | ------------------ |
| 9 | 1           | "Har du nået det hele?"                | 17. september 2018 |
| Jesper og Julie er blevet 30 år og går igennem en checkliste fra et ugeblad: "Hvad du skal have nået inden du bliver 30 år". Julies veninde Laura skal giftes, så hende og gravide Marie er ude at prøve brudekjoler, da Julie kommer til at rive en dyr bryllypskjole i stykker, da hun skal hjælpe Laura ud af den. Imens går Maries vand og hun går i fødsel. Jesper er i tvivl om sit forhold til den yngre Simone, da de ikke har meget til fælles, og han er samtidig træt af sin roommate, som boller højlydt med sin kæreste hver morgen. Julie støder ind i Simone i køen til supermarkedet, hvor Simone nedgør Julie og hendes singleliv. Jesper og Julie opfylder ikke mange punkter på checklisten, men bliver enige om at de må owne de ting de kan; både de negative og de positive. |             |                                        |                    |
| 10 | 2           | "Findes det perfekte parforhold?"      | 17. september 2018 |
| Jesper inviterer Julie med til fernisering, til hende, der viser sig at være Martins kæreste, Eva (Eva De Neergaard). Martin og Julie kyssede til Jesper og Julies 30 års fødselsdagsfest, hvor Martin fulgte Julie hjem dog uden at der skete noget. Julie bliver forlegen over at se Martin igen, og det bliver ekstra akavet, da Eva spørger ind til fødselsdagsfesten, hvor det viser sig at Martin kom langt senere hjem end festen faktisk sluttede. Jesper opfatter Martins forlegenhed og lyver ved at sige at han og Martin spiste natmad sammen og derfor kom Martin senere hjem. Det viser sig at Jesper allerede vidste at Martin og Julie havde kysset den aften, da han og Martin på et tidspunkt spiller squash hvor det kommer frem. Jesper er tydeligvis oprørt over det, og Martin opfatter det som om at Jesper er mere sur på Martin over at han kyssede med Julie end at han var sin kæreste, Eva, utro. Julie er med sin veninde Laura på shopping efter sexlegetøj, hvor Laura fortæller at hun overvejer en trekant med hendes kommende mand og en fremmed kvinde, som Julie tolker som kolde fødder for hendes kommende bryllup. Julie og Jesper snakker om jalousi i et parforhold, hvor Jesper proklamerer, at han ikke ville være jaloux, hvis Simone ville se andre samtidig med ham. Simone er frustreret over at Jesper ikke inviterer hende med til ferniseringen, og at han tilbringer mere tid sammen med Julie end med hende, og da hun spørger om sin og Jespers fremtid som kærester, skynder Jesper sig væk. Han indser at han faktisk ikke vil være kærester med Simone, men kan ikke få sig selv til at slå op. Julie presser ham dog til det, og da Simone uanmeldt dukker op til ferniseringen og laver en scene, ender Jesper med at slå op med hende foran alle. |             |                                        |                    |
| 11 | 3           | "Er 30 det nye 20?"                    | 17. september 2018 |
| Jesper og Julie sidder og drikker en drink, da en ung smart fyr (Mark Viggo Krogsgaard) henvender sig til Julie. Hun forsøger at snige sig udenom samtalen, men den unge fyr insisterer på at de skal ses igen. Efter han er gået, indrømmer Julie over for Jesper at hun har ses med den unge fyr og knaldet med ham et par gange, selvom hun egentlig ikke bryder sig om ham. Jesper har været på date men en kvinde (Ann Hølund Kristensen), som meget hurtigt kaster sig ud i spørgsmål omkring børn, bryllup og fremtid, hvilket afskrækker Jesper og han fortæller at han ikke vil date kvinder over 27 år det næste stykke tid, for at undgå pres omkring børn og fremtid. Julie er frustreret over at mænd har meget mere tid før de er nødt til at tænke over deres biologiske ur, og at det er langt flere singlekvinder end mænd i København. Hun har været ude en aften, hvor hun mødte en sød fyr, Mikkel (Tobias Lunn Nielsen). Hende og Mikkels hyggelig aften bliver snart afbrudt af en bekendt til Mikkel, Amanda (Julie Christiansen), som maser sig ind i samtalen og forsøger at presse Julie ud. De to kvinder kæmper resten af aftenen over at få mest opmærksomhed fra Mikkel. Jesper har mødtes med en ven (Magnus Millang), som er 40 år, og som virker som om at han lever det fedeste singleliv, selvom det dog viser sig at være det modsatte. |             |                                        |                    |
| 12 | 4           | "Er du et godt menneske?"              | 17. september 2018 |
| Julie er arbejdsløs og bliver i mellemtiden handicap-hjælper for Mikkel (Mikkel H. Lund), der sidder i kørestol. Hun overvejer hvad hun skal gøre med sin karriere og tænker at blive konsulent, så hun mødes med Helse-Mathilde (Matilde Trobeck) fra Instagram, som fortæller hende at hun bare skal blive influencer, så hun kan gøre lige hvad hun vil, og så kan hun blive konsulent senere. Julie prøver at være mere aktiv på social medier for at få flere følgere, som Matilde foreslog, men Jesper synes det er fjollet at lægge ting op på instagram for at virke som et godt menneske. Jesper er frustreret over den unge og succesfulde Mark (Matt de la Prada) fra sin tidligere læsegruppe, der kommer på besøg, mens Jesper sidder med læsegruppen. Mark fortæller at han donerer til meget velgørenhed, og Jesper føler sig nødsaget til at lyve og sige at han gør det samme. Han melder sig derfor som indsamler for Dansk Flygtningehjælp, og får Julie og MIkkel til at hjælpe. Julie tager Mikkel med i biografen, hvor hun løber ind i sin allerførste store kærlighed, Jacob (Peder Bille). Hun er lidt pinlig berørt over at være handicap-hjælper, så hun lyver, men Mikkel afslører hende. Jesper og Julie snakker om the-one-who-got-away, hvilket Jesper påstår han aldrig har haft, da han forsøger kun at tænke fremad og finde nye fællesskaber, såsom hans nye teatergruppe. Julie overværer hans skuespil, som er yderst akavet. Jesper og Julie når på deres indsamlingstur frem til hus, hvor en halvnøgen Simone åbner døren. Det viser sig at Mark bor derinde og han og Simone dater. |             |                                        |                    |
| 13 | 5           | "Har du talt med dine forældre i dag?" | 17. september 2018 |
| Jesper tager Julie med til yoga, selvom hun er stresset over at hun skal spise middag med sine forældre senere (Kristian Halken og Ann Hjort). Hendes forældre var på besøg lige for nylig, hvor de ikke synes at bifalde hendes valg om at sige op fra hendes job som jurist for at være selvstændig. Derudover hinter hendes forældre at hun forhåbentlig snart får nogle børn ligesom hendes storebror, David. Julie kan ikke lade være med at tale til Jesper under yoga-timen. Jesper er med sin mor (Mette Horn) ude og shoppe nyt tøj, selvom han synes det er lidt ukomfortabelt. Hans mor insisterer på at betale for hans tøj, men han protesterer voldsomt, hvilket bliver pinligt da hans kort bliver afvist og hans mor alligevel må betale. Julie tænker på at især hendes far er blevet gammel, og hun synes det er frustrerende hvor hurtigt hun bliver irriteret på dem, men Jesper synes hun burde være glad for at hun i det mindste har en bror at dele sin frustration med, da Jesper er enebarn. Jesper mødes med sin far (Morten Hauch-Fausbøll), som prøver at virke yngre end han er, og han har fået en 20 år yngre kæreste, som han uheldigvis kommer til at vise et nøgenbillede af til Jesper. Julie bliver ved med at snakke, og hun og Jesper bliver til sidst smidt ud. |             |                                        |                    |
| 14 | 6           | "Er der noget galt?"                   | 17. september 2018 |
| Julie og Jesper skal finde festtøj til Laura og Tobias' bryllup, så de går en tøjbutik, hvor de får hjælp af en ekspedient (Mathias Helt). Julie passer Laura og Tobias' datter, Frida, mens forældrene handlede ind og hun nyder at en fremmed tror at Frida er hendes datter. Jesper støder ind i Tobias som inviterer Jesper med til sin polterabend, som han selv arrangerer, selvom Jesper prøver at undvige. Tobias inviterer Jesper med over i parken, hvor Julie passer Frida. Julie er frustreret over at hendes ekskæreste, Thomas, har fortalt Julie at han skal have barn med sin nye kæreste efter kun tre måneder. Ekspedienten lytter tålmodigt til både Jesper og Julies problemer. Jesper er frustreret over at Martin og Eva flytter til Roskilde og væk fra byen pga familieliv. Jesper og Julie viser sig at være lidt sure på hinanden, da Jesper har kommenteret at Julie ikke virker som mor-typen, og Julie har sagt at Jesper ikke har nogen venner og er ensom. Ekspedienten får udglattet mellem dem inden han sender dem ud af butikken. |             |                                        |                    |
| 15 | 7           | "Var du stiv i går?"                   | 17. september 2018 |
| Julie og Jesper var til polterabend hos henholdsvis Laura og Tobias, og har haft to meget forskellige aftener. Julie skal være med at planlægge lauras polterabend, hvor det viser sig at en af Laura gamle veninder er Amanda, som Julie kæmpede med en fyr om. Amanda vil gerne have en stille og kreativ dag, hvilket Julie slet ikke er med på. Julie møder op til Lauras polterabend, som starter kedeligt ud med en quiz, som Amanda har lavet. Laura viser sig at kede sig, og hun bliver glad, da Julie er med på at drikke shots og få sat gang i festen. Jesper tropper op hos Tobias med to af Tobias' gode venner, som er klar til en vild fest, mens Tobias har arrangeret klassisk tapas-bord. De forsøger at gejle festen op, men Tobias bliver vred og vil bare gerne have en stille og rolig aften. Pigerne ender med at feste vildt og voldsomt, men drengene sidder og snakker og spiller med stripperen, som de har bestilt. Laura bliver meget fuld, og fortæller at hun ikke har lyst til at blive gift med Tobias alligevel, mens Tobias fortæller Jesper at han er ked af at Laura gerne vil have en trekant med nogle fremmede. Laura har overnattet hos Julie, og hun mødes med Jesper og Julie, hvor Jesper får hende overtalt til at ville giftes alligevel. |             |                                        |                    |
| 16 | 8           | "Siger hun ja?"                        | 17. september 2018 |
| Julie og Jesper er til bryllupsfest hos Laura og Tobias. Ved ankomsten opdager de at de skal sidde ved singlebordet, hvor Tobias' to venner og Amanda sidder. Ved siden af Julie dukker hendes gamle flamme, Jacob, op og de snakker sammen meget af aftenen, hvilket gør Jesper jaloux. Jesper og Jacob har konkurrence i at slå søm i, hvor Jacob spørger ind til Julie og om Jesper og hende har været sammen nogensinde. Jesper, der fornemmer at Jacob er interesseret i Julie, lyver og siger at Julie faktisk ser en fyr. Jacob vinder "slå-søm-i-"konkurrencen, hvilket irriterer Jesper. Tobias forsøger i løbet af aftenen at sætte Jesper op med Amanda, hvilket Jesper ikke er interesseret i. Jesper og Julie danser og har det sjovt, men mens Jesper henter drinks, begynder Julie og Jacob at danse sammen, og de ender med at kysse, som Jesper ser. Jesper indser at han er forelsket i Julie, men i hans forsøg på at fortælle hende det, misforstår hun ham og tænker at han bare mener at de er bedste venner. |             |                                        |                    |

### 31- Sæson 3 (2019)
| Nr. i serie | Nr. i sæson | Titel                                     | Tilgængeligt fra |
| --- | ----------- | ----------------------------------------- | ---------------- |
| 17 | 1           | "Er der nogensinde et rigtigt tidspunkt?" | 25. marts 2019   |
| Jesper vækker Julie på hendes 31 års fødselsdag med morgenmad på sengen. Hun viser sig ikke at være alene, da Jacob, til Jespers ærgelse og akavethed, også er der. Jesper har indset at han er forelsket i Julie, og han snakker med Martin om at han ikke tør fortælle hende det. Julie støder ind i hendes ekskæreste og hans nye kæreste og deres nyfødte baby, mens hun sidder og drikker kaffe med Laura. Jesper forsøger at tage sig mod til at fortælle Julie om hans følelser, men bliver hele tiden afbrudt. De går ind på cafe, hvor Julie ser en besked fra Martin om at "han bare skal få det sagt". Julie presser ham til at fortælle hvad det er, og han fortæller til sidst at han har fået følelser for hende. Hun bliver først forvirret, men når ikke at reagere før Jacob kommer og henter og tager hende videre med til fødselsdagsmiddag. |             |                                           |                  |
| 18 | 2           | "Hvorfor svarer du ikke?"                 | 25. marts 2019   |
| Laura og Tobias har inviteret til julefrokost hos dem selv, hvor Jesper og Julie mødes for første gang siden Jesper erklærede sine følelser for hende. Der er lettere akavet stemning mellem de to, og Jesper prøver at spille alfahan overfor Jacob efter råd fra Martin. Laura spørger ind til Jespers kærlighedsliv, og nævner at han og Julie var lancierpartnere i gymnasiet. Julie skynder sig at skifte emne, og fortæller om, hvordan hun for nylig var tæt på at blive kørt ned af Thomas Skov. De giver sig alle til at spille et spil, hvor Julie, Jacob og Jesper er på samme hold. Julie og Jacob klarer sig ikke godt sammen, hvorimod Julie og Jesper får mange point til Jespers store fryd. Jacob bliver sur og vælger at tage hjem. Julie fortæller bagefter at hun er blevet tilbudt et godt job... I Aarhus, som hun har sagt ja til. Laura og Tobias går op til Frida, mens Jesper tager sin frustration ud over situationen. |             |                                           |                  |
| 19 | 3           | "Er det dig, der er Jesper?"              | 25. marts 2019   |
| Jesper og Julie er tilbage på Allerød Gymnasium, hvor Julie sidder med Laura og Marie og ryger. Julie fortæller at hun har snydt med hendes danskopgave, da hun har downloadet en færdig opgave fra nettet og uploadet den. Laura og Marie fortæller hende at hun kan risikere at blive smidt ud eller skal gå 3. g om hvis hun bliver opdaget, så Julie må forsøge at få den slettet fra lærerintra. De foreslår at Julie tager fat i Jesper, elevrådsformand, som har nøgle til lærerværelset. Da hun fortæller om sin plan, vil han ikke være med, så Julie må til sidst lokke ham med at Laura vil danse lanciers med ham til gallafesten, hvis han hjælper. Han siger ja, og de mødes foran lærerværelset, hvor Jesper lukker Julie ind på lærerværelset. Jesper forsøger at holde en lærer, Philip, væk fra lærerværelset uden held, og Philip opdager Julie derinde. Philip snakker med Jesper og Julie og truer med at begge kan blive smidt ud af gymnasiet, men Jesper og Julie har set at Philip sommetider følger en elev hjem, hvilket får ham til at droppe det, og de får lov til at gå. Laura gider ikke gå med Jesper til lancier, så Julie ender med at tilbyde at gå med som Jespers lancierpartner i stedet. |             |                                           |                  |
| 20 | 4           | "En ny start?"                            | 25. marts 2019   |
| Julie starter på sit nye arbejde i Aarhus, hvor hun møder sine to yngre kollegaer, Sarah Sofia (Line Kirsten Nikolajsen) og My (Marie Hammer Boda), og sin chef (Anders Brink Madsen). Jesper er til jobsamtale, hvor det viser sig at hans tidligere studiekammerat og irriterende fyr, Marc, skal være med til samtalen. Han skal bagefter i biografen med Tobias' to venner, hvor han støder ind i hans ekskæreste, Katrine og hendes nye kæreste, Mads (Youssef Wayne Hvidtfeldt). Julie bliver inviteret ud til øl af Sarah Sofia og My, hvor deres chef pludselig dukker op. Han virker meget interesseret i Julie, da han er nyligt skilt og han finder ud af at hun er 31, og han insisterer på at de er tæt på samme alder, da han er 39. Jesper holder kandidatfest, hvor Jespers mor flirter med en af Jespers venner, hvilket er meget ukomfortabelt. |             |                                           |                  |
| 21 | 5           | "Savner du mig?"                          | 25. marts 2019   |
| Jesper tager til frisør, da han skal til speeddating. Han fortæller om sin situation med singleliv og at han er forelsket i sin bedste veninde, som er flyttet til Aarhus. Frisøren bliver pludselig oprørt, og Jesper skynder sig ud af butikken, da frisørens venner kommer ind. Julie er til fredagsbar på sit arbejde, hvor hun bliver meget fuld og skæv. Jesper og Carsten (Christoffer Prisholm Højgaard) er til speeddating, hvilket Jesper ikke kan fokusere på, da han tænker meget på den lykønskningsbesked han har fået fra Julie omkring sin kandidat. Julie kommer i sin fuldskab til at fornærme hendes kollegaer og danser frækt op af sin chef, som hun kalder for gammel, mens hun ringer mange gange til Jesper. Dagen efter på jobbet er der yderst akavet stemning mellem Julie og hendes kollegaer og hun bliver ked af det, da hun finder ud af at hun forpurrede et samarbejde med et andet firma på grund af hendes opførsel. Jesper støder ind i en af frisørens venner (Ali Sivandi), som spørger ind til hans situation og han får Jesper overtalt til at rejse til Aarhus for at opsøge Julie. Jesper når frem og de finder hinanden. Jesper siger undskyld, og Julie kysser ham.                  |             |                                           |                  |
| 22 | 6           | "Kan man gå fra venner til kærester?"     | 25. marts 2019   |
| Jesper og Julie skal finde ud af at gå fra at være venner til at være kærester. De går tur og støder ind i Amanda, og får ikke fortalt at de er sammen. Jesper er ude og bowle med Tobias, hvor de snakker om Jesper og Julies første romantiske middag sammen, hvor de skal finde ud af, hvor meget de pludselig kan tale med hinanden om og hvordan de skal opføre sig overfor hinanden som kærester. De prøver at bolle, men det går i første omgang ikke så godt, men efter en pause lykkedes det. Julie er til middag med Laura, hvor de snakker om at mænd gerne må tage styringen mere, så kvinder også kan være hårde uden at være skrappe og bossy. Jesper og Tobias støder til Julie og Laura, hvor Tobias prøver at tage styringen til stor overraskelse for Laura. |             |                                           |                  |
| 23 | 7           | "Hvad er det du vil?"                     | 25. marts 2019   |
| Jesper og Julie er til navngivningsfest hos Marie, men der er anspændt stemning mellem Jesper og Julie. De har været til julefrokost hos Julies forældre, hvor Jesper synes Julies far var uhøflig og Julie synes Jesper var alt for underdanig. Julie sætter sig ved et andet bord, hvor hun falder i snak med kvinde, som er nyligt single, men som rigtig gerne vil have mand og børn. Julie er slet ikke interesseret i de tanker endnu, hvilket tydeliggøres af at Jesper rigtig gerne vil i gang med det projekt. Julie føler sig klaustrofobisk i sit nye forhold med Jesper, da hun føler sig presset over hvad der skal ske i fremtiden, og hun indser overfor Laura at hun nok hellere vil være ven med Jesper end kæreste. |             |                                           |                  |
| 24 | 8           | "29 for evigt"                            | 25. marts 2019   |
| Jesper og Julie er til nytårsfest hos Laura og Tobias og alle deres fællesvenner. Laura afslører at hun er gravid. Tobias har lavet opgaver til alle gæster, som de skal udføre i løbet af aftenen. Carsten har sin nye kæreste Pia (Sofie Jo Kaufmanas) med, og de virker meget lykkelige og taler om at flytte sammen efter kun at have datet i tre måneder. Julie snakker med Amanda, som føler sig bagud og ensom, fordi hun ikke har en kæreste. Hun afslører at hun altid har haft et lille crush på Jesper. Jespers opgave var at holde en tale, hvor det bliver tydeligt for Julie at han har samme tvivl om deres forhold som kærester som hun har. De taler sammen og slår op, da de indser at de nok er bedre for hinanden som venner end kærester. På et senere tidspunkt ses Julie sidde med en positiv graviditetstest. |             |                                           |                  |

### 32- Sæson 4 (2020)
| Nr. i serie | Nr. i sæson | Titel                          | Tilgængeligt fra |
| --- | ----------- | ------------------------------ | ---------------- |
| 25 | 1           | "Har du fortalt det?"          | 1. januar 2020   |
| Julie og Jesper er til fastelavnsfest, hvor Julie forsøger at holde sin graviditet hemmelig. Hun er ikke sikker på, om hun overhovedet vil beholde barnet eller hvem faren er, da det kan være enten Jacob eller Jesper, og hun spørger Laura til råds. Julie opdager at Jesper er begyndt at date Amanda, mens Martin er flyttet ind hos ham, da han har været sin kæreste utro. Julie tager Laura til side for at snakke hele situationen igennem, hvor Laura presser Julie til at fortælle Jesper om sin graviditet. Laura siger at hun skal øve sig, og Julie udbryder højtlydt at hun er gravid, og Jesper træder ind i samme øjeblik og hører det. |             |                                |                  |
| 26 | 2           | "Hvor er faren?"               | 1. januar 2020   |
| Julie har besluttet at hun vil beholde barnet og skal til 12-ugers scanning hos lægen (Mia Lyhne), og hun sidder alene i venteværelset omringet af glade par. Julie mødes med Jacob på en restaurant, hvor hun fortæller at hun er gravid, hvilket han bliver meget glad for høre, selvom han bliver såret over at høre at hun vendte så hurtigt tilbage til København fra Aarhus og at hun var kærester med Jesper i en kort periode. Jacob dukker op hos Julie, hvor Jesper allerede er på besøg og Jesper og Jacob kommer op og skændes og alle beslutter at der skal tages en faderskabstest. Julie får foretaget scanningen, og Jesper kommer løbende ind. Han har fået svar på testen og det viser sig at han er faren til barnet. |             |                                |                  |
| 27 | 3           | "Hvad er rigtige forældre?"    | 1. januar 2020   |
| Jesper og Julie skal finde sig til rette i den nye situation, og de snakker om, hvordan deres forældrekonstellation skal være, når de nu ikke er kærester. Julie er bange for at hendes liv skal forandres fuldstændig nu hvor hun er gravid, og bliver irriteret på Jesper, som går meget op i praktik og sikkerhed omkring barnet. Jesper passer Martins søn, Sixten, for at forberede sig på far-rollen, mens Julie får sit gamle job hos Finanstilsynet tilbage for at sikre sig selv mere økonomisk. Jesper og Julie går hen på en legeplads, hvor de snakker om fordele og ulemper ved at få et barn med sin bedste ven. Julie går på toilettet, mens Jesper bliver siddende tilbage, hvor han med sine nye stramme bukser, gør en forælder (Anders Morgenthaler) vred, da forælderen tror at Jesper er pervers og kigger på børn, mens han rører ved sig selv. Julie er stødt på en mor med sin lille søn, som hun leger med |             |                                |                  |
| 28 | 4           | "Er du fårking gravid?"        | 1. januar 2020   |
| Julie og Jesper har sammen med Laura og Tobias tilmeldt sig Sofie Lindes graviditetskursus. Laura og Tobias skal have tvillinger. Jesper, som er blevet kærester med Amanda, har fortalt hende om Julies graviditet, og Jesper tror at hun har det fint med situationen. Julie har fundet ud af at hun kan slippe afsted med mange ting bare fordi hun er gravid. Jesper spørger Tobias til råds om, hvordan han skal håndtere at Julie ikke gider have hjælp til nogen ting. På forberedelseskurset skal de øve i åndedrætsteknikker, og Jesper husker, hvordan Tobias oplevede fødslen af Frida, hvor Laura blev til et monster. Julie og Laura taler med Sofie Linde bagefter, som fortæller at hun har overdrevet fortællingerne i sin bog så det lød værre end det var. Julie løber ind i Amanda, som venter på Jesper efter kurset. |             |                                |                  |
| 29 | 5           | "Er du en rigtig mand?"        | 1. januar 2020   |
| Jesper har tilmeldt sig selv og Julie til et teambuilding-kursus/overlevelsestur i skoven sammen med en tidligere militærmand, Kenneth (Joachim Fjelstrup). Kenneth 'Kaptajnen' viser sig at være en fåmælt og småskræmmende person. Julie og Jesper snakker om navne til deres barn, som viser sig at være en dreng. Jesper er på picnic med Amanda, da en fuld mand (Frederik Cilius) bryder ind og gør tilnærmelser mod Amanda. Amanda bliver utryg og irriteret på Jesper, som ikke kan få sagt fra og formå at få den fulde mand væk. Mark, fra Jespers tidligere læsegruppe, dukker pludselig op og får manden til at gå til Jespers store irritation. Julie tager på date, men da hendes date, Simon, opdager at hun er gravid, vil han ikke og han går. Julie falder i stedet i snak med ejeren af restauranten, Mads (Zaki Nobel Mehabil), som hun synes er meget charmerende og hun vælger bevidst ikke at fortælle at hun er gravid. Jesper og Julie skal snite spyd til at fange fisk, men Jesper snitter sig i fingeren. Julie kan ikke finde førstehjælpskassen, og Kaptajnen bliver pludselig mærkelig og forsvinder ind i skoven. Amanda har købt en romantisk weekend til hende og Jesper, men det ligger i samme weekend som Jesper og Julies overlevelsestur. Jesper foreslår at flytte deres romantiske tur, hvilket gør Amanda sur, da hun føler at Jesper prioriterer Julie over hende. Mørket er faldt på i skoven, hvor Kaptajnen stadig ikke er kommet tilbage, så Jesper ringer til bureauet hvor han er booket fra. Julie finder samtidig førstehjælpskassen liggende i skovbunden, og Jesper finder ud af at bureauet ikke har en ansat, der hedder Kenneth. Kenneth dukker pludselig op, og Jesper og Julie bliver meget bange. Kenneth forklarer situationen og de falder til ro, og går i seng. |             |                                |                  |
| 30 | 6           | "Skal alt handle om børn?"     | 1. januar 2020   |
| Vennerne er taget i sommerhus sammen. Julie fortæller Jesper at hun gerne vil have at Jesper flytter ind hos hende, når barnet kommer, men til Julies overraskelse og irritation vil Jesper først spørge Amanda, om hun synes det er i orden. Martin besøger Julie på hendes værelse, hvor han forsøger at kysse hende. Julie afviser ham venligt og de kommer til at snakke om at de synes Amanda er vildt irriterende, hvilket Amanda overhører. Amanda tager fat i Julie og de snakker om at Julie synes Jesper prioriterer Amanda højere, hvor Amanda synes det modsatte. Deres diskussion ender ikke godt og Amanda går. Tobias spørger Martin til råds om hemmeligheder i et parforhold, da Tobias er blevet fyret fra sit arbejde for en uge siden, men stadig ikke sagt det til Laura. Laura og Julie snakker med Pia om, hvor meget de savner at drikke og ryge og de aftaler at de vil på festival til sommer for at bevise at de ikke er blevet kedelige bare fordi de er gravide. Jesper spørger Amanda om han kan flytte ind hos Julie, men det vil Amanda ikke have. Amanda og Jesper spiller kongespil mod Julie og Martin, og Julie kaster en pind på Amandas fod, og hun bliver sur og ked af det. Amanda fortæller at hun godt hørte hvad Julie og Martin sagde på værelset, hvor Martin misforstår og siger at det var ham, der forsøgte at kysse Julie. Alle begynder at råbe af hinanden, da Tobias pludselig indrømmer at han er blevet fyret, hvilket Laura bliver meget sur over. Pia bliver vred og får dem til at stoppe. De tænder bål på stranden, hvor Pia fortæller at hun og Carsten har fundet ud af at Pia, til sin store sorg, ikke kan få børn, hvilket sætter alles problemer i perspektiv.                                                                                                |             |                                |                  |
| 31 | 7           | "Skal alt handle om børn?"     | 1. januar 2020   |
| Julies far er til undersøgelse på hospitalet, da han har haft blødninger og ondt i ryggen. Jesper og Amanda har spist frokost med Jespers far og hans nye unge kæreste, Merete, og de fortæller at Merete også er gravid. Julie er startet i mødregruppe, hvor det er svært for hende at forklare sin situation. Pludselig dukker Simone op, som også er gravid, og de bonder over deres oplevelser med Jesper. Jesper er ude og shoppe babyting med sin mor, og de kommer til at snakke om, hvordan det er at være eneforældre. Julie er bange for at skulle stå med det hele selv, men Jesper lover at være der for hende. Julies far er færdig med undersøgelsen, og det viser sig at være en hæmoride i numsen, som bløder. |             |                                |                  |
| 32 | 8           | "Klar på festival?"            | 1. januar 2020   |
| Vennerne er taget på Smukfest, hvor Jesper føler sig splittet mellem at skulle gøre Julie eller Amanda glad. Tobias er ellevild og vil gerne være fuld. Julie og Laura går ud efter mad, mens Jesper, Amanda og Tobias fortsætter med at drikke øl. Jesper bliver frustreret over Amanda og at hun virker sur på Julie, og de kommer op og skændes. Amanda ender med at gå, og for at få hende i godt humør, spørger Jesper om de skal flytte sammen, hvilket hun siger ja til. Laura og Julie er sure på alle over at de er de eneste gravide og i deres frustration sniger de sig ind i VIP-området, hvor de finder bandet Phlake, som spiller en sang for dem. Tobias går fuld rundt alene og møder Benjamin Hav. Julie og Laura finder pludselig Tobias liggende meget fuld op af et træ, og Amanda kommer glad løbende og fortæller at hende og Jesper skal flytte sammen. |             |                                |                  |
| 33 | 9           | "Vi er voksne mennesker, ik'?" | 1. januar 2020   |
| Jesper flytter ind hos Amanda, mens Julie er dybt frustreret over situationen. Jesper dukker op ved Julies lejlighed, da han gerne vil have at Amanda og Julie snakker sammen og får talt deres frustrationer ud. Julie har gået tur, hvor hun ser Mads fra restauranten, men hun gemmer sig. Mads opdager hende dog alligevel og ser at hun er gravid, men inviterer hende stadig til at komme forbi hans restaurant. Julie indvilliger i at mødes med Amanda igen, og mens Jesper ringer til Amanda, støder Julie ind i Julies ekskærestes, Thomas, nye kæreste og deres baby. Hun fortæller at hun ikke længere er sammen med Thomas, men at hun klarer det hele selv. Amanda, Jesper og Julie mødes på en bar, hvor Jesper forsøger at være mægler. Amanda foreslår at barnet flytter ind hos Amanda og Jesper, så Julie kan få sit frie liv tilbage og se hendes barn når hun vil. Julie bliver meget vred over forslaget, og hælder sin drink over Amanda inden hun går. Julie er vred på Jesper over situationen og vil klare det selv. |             |                                |                  |
| 34 | 10          | "34"                           | 1. januar 2020   |
| Julie vækker sin og Jespers søn, Theo, på sin 2-års fødselsdag sammen med Mads, mens Jesper vågner op alene og får sunget fødselsdagssang af sin mor. Julie besøgte, mens hun var gravid, Mads på hans restaurant, hvor hun fortæller ham om hele sin komplicerede situation, og at hun burde være til Jespers 32 års fødselsdag. Julie har ikke lyst til at tage derhen pga. hele situationen med Amanda, men Mads får hende overtalt til at tage afsted. Jesper fejrer sin fødselsdag sammen med Amanda i haven, men da Amanda giver ham en ferie til Grækenland i gave med afrejse om mandagen, bliver han irriteret, da Julie snart har termin. Julie er på vej i taxaen til Jespers fødselsdag, da hun pludselig får veer og hendes vand går. Taxamanden (Jeppe Bruun Wahlstrøm) bliver sur og smider hende ud af taxen. Amanda troede at Julie ville klare det hele selv, men Jesper vil gerne være en del af det, og går fra festen for at finde Julie. Jesper ser Julie komme ud af taxaen, og hun fortæller at hun er i fødsel. De tager elektriske løbehjul til Rigshospitalet. Jesper fejrer sin 34 års fødselsdag, hvor Julie og Mads kommer med Theo. Laura og Tobias skal være forældre igen, så Laura er højgravid igen. Julie og Mads snakker med Martin, og Julie og Martin sender hinanden lidt stjalne blikke i løbet af aftenen. Jesper har klippet alt sit hår og han dater en ny. Det viser sig at være en fyr, Philip (Niels Anders Manley), som Jesper er blevet kærester med. |             |                                |                  |

### 33- Sæson 5 (2021)
| Nr. i serie | Nr. i sæson | Titel                                  | Tilgængeligt fra |
| --- | ----------- | -------------------------------------- | ---------------- |
| 35 | 1           | "Findes det perfekte øjeblik?"         | 12. januar 2021  |
| Jesper hjælper Mads med at forberede sig på at skulle fri til Julie til deres sommerfest. Julie kæmper med at få Jespers mor, Sanne, til ikke at overtage Theo og i stedet få Julies egen mor til at gøre mere med Theo. Pia og Carsten fortæller at de vil forsøge at adoptere. Jesper får endelig Julie på plads, men bliver hele tiden afbrudt, fx af Tobias, som har startet sit eget cateringfirma. Julies nye kollega, Cecilie (Camilla Lau), og hendes kæreste, Philip (Niels Anders Manley), dukker op til festen. Philip skal starte som ny pædagog nede i Theos børnehave. Jesper forsøger ihærdigt på at få Julie på plads og til sidst udbryder Mads om Julie vil giftes med ham. Hun siger efter lidt tid "ja". Julie sender stadig stjålne blikke efter Martin. |             |                                        |                  |
| 36 | 2           | "Stadig klar på druk?"                 | 12. januar 2021  |
| Jesper og Julie har børnefri aften, og tager på bar, hvor de vil drikke drinks. Julie virker ikke ovenud interesseret i at snakke om hendes fremtidige bryllup med Mads, hvilket Mads kan mærke. Jesper ses en smule med sin gamle flirt, Lise, men hun er ikke interesseret i et seriøst forhold med Jesper eller at møde Theo. Jesper og Julie føler sig gamle på baren, hvor musikken er for høj og folk er irriterende. Jesper er desuden lidt irriteret på Julie over at hun tit tager overarbejde, og at han må hente Theo. Julie vil gerne vise at hun er engageret på arbejde og vil gerne bevise at selvom hun har et barn, så kan hun godt arbejde over. Jesper møder Philip i Theos vuggestue. Jesper går til fodbold sammen med Mads og Tobias, og de føler sig gamle, når deres yngre holdkammerater snakker om deres vilde singleliv og byture. Jesper og Julie har en hyggelig aften, som bliver afbrudt da Simone og Marc pludselig dukker op og skal overtage deres bord på baren. |             |                                        |                  |
| 37 | 3           | "Klar til kamp?"                       | 12. januar 2021  |
| Julie, Laura og Cecilie er taget på fodboldbanen for at se Mads, Jesper, Tobias, Philip og Martin spille kamp. Pigerne sidder og snakker, og Laura bliver fornærmet over at Cecilie synes hun er kedelig og mor-agtig og at Cecilie og Julie begge lever et mere frit liv. Cecilie vil ikke have børn, og Julie forsøger at opføre sig på samme måde frie måde som hun gør. Julie er bange for at hende og Mads' forhold bliver kedeligt og at de bliver et ægtepar, som ikke har noget at snakke om. Julie har mødtes med Martin og snakket om ægteskab, og hun indser at hun har et crush på ham. Holdets træner og medspiller Sune (Nicklas Søderberg Lundstrøm) bliver vred på Tobias, da han lader et straffespark gå og han råber voldsomme ting af ham. Philip siger fra over for Sunes opførsel og bliver vred og går fra banen. Jesper går efter ham og de taler sammen i omklædningsrummet. Tobias og holdet får snakket ud om situationen. Julie inviterer Cecilie og Philip med på den campingtur alle vennerne skal på i næste weekend, men Laura bliver irriteret over at Cecilie skal med. Julie sender et stjålent blik til Martin, som Laura ser. |             |                                        |                  |
| 38 | 4           | "Er vi perfekte forældre?"             | 12. januar 2021  |
| Julie og Jesper skal til deres første forældremøde i Theos børnehave, hvor Philip skal lede mødet. Julie har set sig sur på Louise (Neel Rønholt), mor til Viktor, som har revet Theo. Julie henter ofte Theo meget sent og hun lader som om at hun har mere styr på Theo end Jesper har. Jesper ringer til Julie, da Theo en dag har feber, hvilket Julie synes er at overreagere. Jesper snakker med sin mor om det, og Julie er irriteret på Sanne, da hun altid har en gave med til Theo, når de ses. Julie er lidt misundelig, da Sanne har en fast afhentningsdag, hvorimod Julies mor ikke synes interesseret i at have en sådan dag. Julie støder ind i Martin, mens hun er på restaurant med sin mor, og han er på Tinder-date, hvilket Julies mor er meget interesseret i at høre om, og det bliver akavet. Julie kommer op og skændes med Louise over børneopdragelsen. Jesper får overtalt Julie til at sige undskyld til Louise for at vise at hun er det større menneske, men Louise kommer Julie i forkøbet. Jesper hjælper Philip med at rydde op efter mødet og Jesper inviterer Philip på et spil squash. |             |                                        |                  |
| 39 | 5           | "Hvorfor ser du mig ikke?"             | 12. januar 2021  |
| Vennerne er taget på camping, og Laura og Tobias kommer anstigende med alle deres børn. Laura føler sig overset af både Julie og Tobias. Mads er ikke med Julie på camping, da han skal arbejde. Laura føler ikke at Cecilie, Julie og Tobias tænker over at nogen skal passe på børnene, og hun bliver også valgt sidst til minigolf. Laura føler sig udenfor, da hun som den eneste ikke kan drikke, grundet sin graviditet og må se efter børnene. Hun er desuden irriteret på Tobias, som virker smigret af den unge kvinde, der sælger is i iskiosken. Børnene er endelig lagt i seng, og pigerne sidder og snakker, mens drengene er gået ned til stranden. Laura føler sig igen fornærmet over Cecilie, og de kommer op og skændes. Tobias går efter øl til Philip og Jesper, og da han kommer tilbage, ser han dem stå og kysse hinanden. Laura føler at Julie hellere vil være sammen med Cecilie end hende, og hun giver sig til at drikke vin og ryge cigaretter og hun fortæller at hun har lagt mærke til at Julie virker interesseret i Martin. Julie fortæller at hun har kysset med Martin efter en bytur forleden og at hun er i tvivl om hun vil giftes med Mads. Laura og Julie får talt ud omkring det hele, og bliver gode venner igen. De går ned og finder drengene uden at finde ud af, hvad der er sket mellem Jesper og Philip. Tobias undskylder overfor Laura at han ikke har været mere opmærksom på hende.                                     |             |                                        |                  |
| 40 | 6           | "Hvorfor har du ikke fortalt mig det?" | 12. januar 2021  |
| Julie afleverer Theo hos Jesper, og Jesper vil ikke lukke Julie ind, da han har fået uventet besøg af Philip. Jesper sidder og taler med Tobias omkring det han så på stranden, mens Julie sidder og snakker med Laura om hendes situation med Martin. Philip og Jesper snakkede om deres høje tindinger og at de bare burde barbere dem selv skaldede. Philip fortæller bagefter at han har haft lyst til at kysse Jesper, og han kysser ham, selvom Jesper påstår at han ikke har tænkt på det. De bliver afbrudt af Tobias. Julie har sendt Mads på arbejde og mødes efterfølgende op med Martin og de går en tur. Jesper går tur med Philip og fortæller at han ikke er til fyre, hvilket Philip heller ikke plejer at være. Han fortæller også at han er gået fra Cecilie, da han er vild med Jesper. Philip får endelig Jesper til at sige at det var dejligt at kysse med Philip, hvilket Philip bliver glad for at høre. Julie og Martin støder ind i Jesper og Philip og det bliver lettere akavet. Tobias fortæller Jesper at Julie har kysset med Martin og Laura fortæller Julie at Philip og Jesper har kysset. Cecilie kommer hen til Julie og Laura og fortæller at Philip har slået op med hende. |             |                                        |                  |
| 41 | 7           | "Har du ikke brug for mig mere?"       | 12. januar 2021  |
| Under Jesper og Julies studentertid aftaler de at de altid vil være der for hinanden uanset, hvad der sker. Nutids Jesper og Julie er taget i Tivoli med alle deres forældre, hvor Jespers mor og Julies mor har forskellige opfattelser af, hvordan Theo skal passes. Julies far vil gerne op i alle forlystelser, men der er sur og anspændt stemning mellem Jesper og Julie. Jesper er igen træt af at Julie arbejder så meget over, så Julie siger endelig fra over for sin chef (Sigurd Kongshøj) og henter Theo. Julie og Jesper er på hver deres mødres side og begynder at skændes om det, og Jesper siger at han godt ved at Julie ses med Martin. Han påstår at Julie igen keder sig i sit forhold, hvilket sårer hende. Hun har mødtes med Martin og overvejet at give det en chance selvom det ville betyde at hun skulle gå fra Mads. Mads kan mærke at Julie har trukket sig og siger at han ikke vil giftes med hende, da hun tydeligvis ikke har lyst til det. Julie fortæller at hun også ved om Jesper og Philip. Jesper har mødtes med Philip, hvor han har afvist ham, fordi han ikke kan se sig være sammen med mand, da det ikke var det han havde planlagt. Julie og Jesper indser at de begge har brug for at hinanden og at de ikke ikke kan lade være med at snakke med hinanden om ting. Jesper har stadig svært ved at forene sig selv med tanken om at skulle have en mand til kæreste og Julie ved ikke, hvad hun skal gøre med sin situation. |             |                                        |                  |
| 42 | 8           | "Har du valgt rigtigt?"                | 12. januar 2021  |
| Jesper er frustreret over situationen med Philip, og Julie siger at han skal tage sig sammen, og fortælle Philip at han er vild med ham. Hun hjælper ham med at indse at Jesper hellere skal være sammen med en fyr, som han faktisk er vild med, end med kvinder, som han ikke rigtig er vild med. Han beslutter sig at tage hen til Philip, men han får hjælp af Julie til at barbere sig skaldet først, som han og Philip aftalte på stranden, den første gang de kyssede. Jesper siger til Julie at hun må tage hen til Martin og se om det faktisk kan blive til noget. Jesper møder op under Philips fodboldkamp og kysser ham, og inviterer ham til sin 34 års fødselsdag. Julie mødes med Martin, men indser at hun skal være sammen med Mads. Da hun forlader lejligheden finder hun Jesper siddende udenfor og vente på hende, da han vidste at hun ikke vil være sammen med Martin alligevel. Jesper foreslår at de tager hen til Mads og at Julie får det sagt. De tager hen til Mads' restaurant, hvor modet svigter Julie. Jesper får hende overbevist om at hun ikke behøver fortælle Mads om hende sidespring, men bare ikke gøre det igen. Et halvt år senere har Jesper og Julie igen deres årlige sommerfest, hvor alle deres venner er med. Laura er endelig ikke gravid mere, Jespers mor har fået en kæreste, og Pia og Carsten har adopteret et barn. Julie frier til Mads.                                                                           |             |                                        |                  |